# Tobias de Aguiar
Rafael Tobias de Aguiar (Sorocaba, 4 de outubro de 1794 — Litoral do Rio de Janeiro, 7 de outubro de 1857) foi um líder político e militar brasileiro. Conhecido como "Brigadeiro Tobias de Aguiar", foi um dos líderes do Partido Liberal Paulista na primeira metade do Século XIX e um dos líderes da Revolução Liberal de 1842, na Província de São Paulo. 

## Biografia
Filho do Coronel Antônio Francisco de Aguiar e de Gertrudes Eufrosina Aires, nasceu numa família de fazendeiros. No ano de 1798 seu pai o inscreveu no Quadro de Regimento de Cavalaria da Vila. Com 13 anos veio para São Paulo para continuar seus estudos de primeiras letras que foram iniciados pelos monges beneditinos, com os monges Tobias cursou Retórica, Latim e Filosofia.
Em 1818 com a morte de seu pai, Tobias retorna a Sorocaba e o sucede na administração dos bens da família, além disso Tobias também acumula funções públicas na Real Fábrica de Ferro de Ipanema, onde torna-se destacado arrematador de impostos, e no Registro de Animais. Entrou na vida pública em 1821, representante da comarca de Itu para a escolha dos deputados brasileiros às Cortes Gerais e Constituintes de Lisboa. Em 1822 no decorrer do processo de Independência do Brasil, Tobias organiza um grupo de combatentes para integrarem o Batalhão dos Paulistas, em defesa do imperador Dom Pedro I.
 

Um dos líderes liberais da primeira metade do século XIX, elegeu-se conselheiro do governo provincial em 1824, além disso também foi designado pelo imperador Pedro I para integrar o Conselho de Estado, composto por membros vitalícios. Foi deputado provincial e geral em numerosas legislaturas. Somente pela Província de São Paulo, foi eleito em dez legislaturas, entre 1838 e 1861, sendo em quatro delas como suplente. Foi escolhido presidente da Província de São Paulo por duas vezes, de 17 de novembro de 1831 a 11 de maio de 1835 e de 6 de agosto de 1840 a 15 de julho de 1841, acumulando neste segundo mandato, os cargos de presidente e deputado provincial.

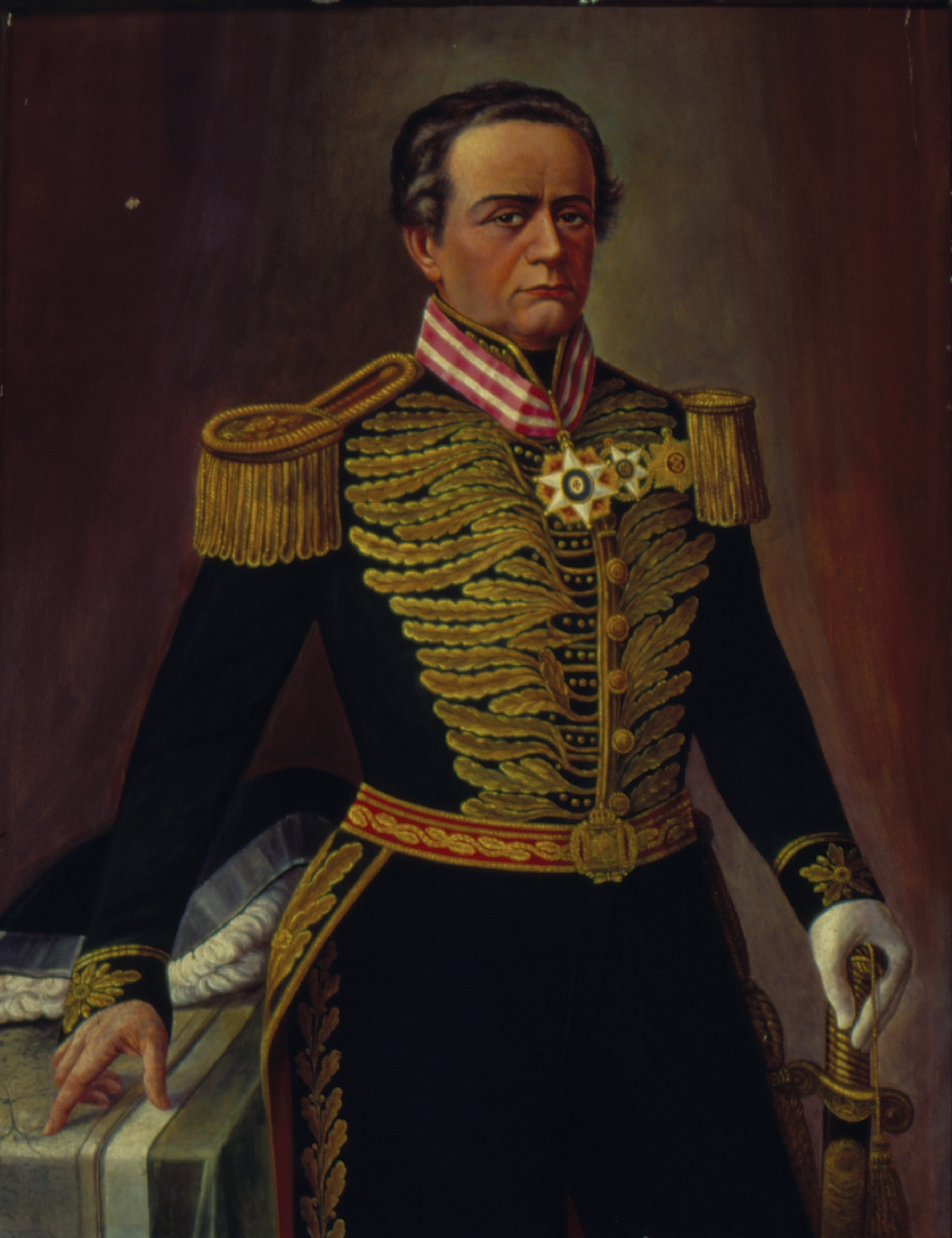
Em pintura de Maximiliano Scholze.

Entre seus amigos figurava outro liberal famoso, o Padre Diogo Antônio Feijó, de quem foi colega de escola. Em virtude de sua administração, quando aplicou até mesmo seu salário em escolas, obras públicas e de caridade, recebeu o posto de Brigadeiro Honorário do Império. 

## O líder
Em 1842, comandou a Revolução Liberal juntamente com o padre Diogo Antônio Feijó para combater a ascensão dos conservadores pró-Portugal durante o início do reinado de Dom Pedro II.
Em 17 de maio de 1842, é proclamado pelos paulistas presidente interino da Província de São Paulo em Sorocaba, que foi declarada capital provisória da Província pelos paulistas. Foi ele quem se encarregou de reunir a chamada Coluna Libertadora, com mais de 1500 homens, com a qual tentou invadir a capital de São Paulo para depor o presidente da Província, o Barão de Monte Alegre e de quem se dizia à época, "traidor, lambe-botas de Pedro II".
Antes da batalha, casou-se com Domitila de Castro Canto e Melo, a marquesa de Santos, ex-amante de Dom Pedro I e com quem já tinha seis filhos. Do relacionamento anterior da Marquesa de Santos com  D. Pedro I nasceram cinco filhos, dos quais duas filhas ainda eram vivas.
Foi derrotado pelas forças imperiais e tentou furar o cerco para reoganizar-se no Rio Grande do Sul (terra dos netos dos Bandeirantes) aliando-se aos independentistas da Guerra dos Farrapos. Levou para o Rio Grande do Sul o primeiro cavalo malhado de que se tem notícia e, por essa razão, até hoje esse pelo de equino é ali chamado de Tobiano. Foi preso em Palmeira das Missões e levado para a Fortaleza da Laje, no Rio de Janeiro. Foi anistiado e deixou a prisão em 1844, retornou a São Paulo, onde foi recebido na capital por toda a população.
É o patrono da Polícia Militar do Estado de São Paulo e seu nome homenageia o primeiro batalhão de Choque, chamado Batalhão Tobias de Aguiar, responsável pela ROTA - Rondas Ostensivas Tobias de Aguiar.
Faleceu em viagem da cidade de Santos para o Rio de Janeiro, a bordo do vapor Piratininga, no dia 7 de outubro de 1857, aos 63 anos.